# Maria Bogda
Maria Bogda (n. 25 noiembrie 1909, Lemberg, Regatul Galiției și Lodomeriei, Austro-Ungaria – d. 30 iunie 1981, Desert Hot Springs⁠(d), California, SUA) a fost o actriță poloneză.

## Filmografie
- Pod banderą miłości⁠(d) (1929)
- Głos pustyni⁠(d) (1932)
- Bezimienni bohaterowie⁠(d) (1932)
- Córka generała Pankratowa⁠(d) (1934)
- Młody las⁠(d) (1934)
- ABC miłości⁠(d) (1935)[4]
- Antek policmajster⁠(d) (1935)
- Rapsodia Bałtyku⁠(d) (1935)
- Pan Twardowski (1936)
- Kobiety nad przepaścią⁠(d) (1938)